# Minami-karamete Iwa
Minami-karamete Iwa är en kulle i Antarktis. Den ligger i Östantarktis. Norge gör anspråk på området. Toppen på Minami-karamete Iwa är 42 meter över havet.
Terrängen runt Minami-karamete Iwa är platt. Havet är nära Minami-karamete Iwa åt nordost. Trakten är obefolkad. Det finns inga samhällen i närheten.